# Claustro del Carmen (Popayán)
El Exconvento de Nuestra Señora del Monte Carmelo de la Orden de las Carmelitas Descalzas y Ex-Instituto Reformado de Santa Teresa de Popayán, mejor conocido simplemente como Claustro del Carmen perteneciente a la Universidad del Cauca, funcionando actualmente como sede de la Facultad de Ciencias Humanas y Sociales además de la Biblioteca de aquella institución.
El edificio conventual se ubica enmarcado por las Calles de Los Bueyes y de La Cruz Verde (Carrera 3 y 4) con Calle de El Carmen (Calle 4) en pleno centro histórico de la capital del departamento del Cauca, en Colombia.

## Historia

### SigloXVII
Según se sabe, varios miembros de la orden de los carmelitas pasaron por Popayán hacia el año de 1684 en su camino desde el puerto de Buenaventura o Raposo hacia la Real Audiencia de Quito para efectuar la fundación de una misión en la ciudad de Latacunga, siendo este el primer registro de la presencia de esta comunidad en la ciudad blanca.

### SigloXVIII
No fue sino hasta el año de 1720 que se gestó la idea de fundar un monasterio para los carmelitas, sobre todo con la iniciativa de los marqueses de San Miguel de la Vega, don Baltasar (o Baltazar) Carlos Pérez de Viveros y de la Vega con su esposa doña Dionisia Pérez Manrique y Camberos quienes fueron lo que contactaron con fray Diego de San Elías, presidente y rector de los religiosos asentados en la Real Audiencia de Quito.
Al poco después, fray Diego de San Elías mandó a Popayán un grupo de tres religiosos aragoneses conformado por el presidente fray Miguel de Santa Teresa, acompañado por fray José de la Madre de Dios y fray Juan Manuel de San José a efectuar las diligencias para el establecimiento  de una sede carmelita. Posteriormente arribó como nuevo presidente fray Juan de la Cruz para activar de una vez por todas la fundación del convento.
Los solares donde hoy se asientan tanto la iglesia como el claustro fueron donados por don Francisco de Arboleda que a su vez se los compró a don Pedro León de Mesa, siendo precisamente en estos terrenos donde se levantó provisionalmente una choza pajiza que funcionó como hospicio, mientras que se construyó una sencilla iglesia de teja aledaña. Sin embargo, hasta este momento no se contaba con la autorización de la corona para esta fundación, por lo que surgieron bastantes obstáculos y dificultades, por lo que los marqueses dirigieron una misiva a la corona para la autorización de esta obra fechada el 9 de mayo de 1724. Al recibir finalmente el solicitado permiso por parte del rey Felipe V de España, el convento fue fundado oficialmente alrededor de 1729, recibiendo por parte de la corona una suma de 22656 pesos, además de todos los documentos, recursos y material de construcción necesarios para la naciente obra. 
Por otro lado, se dio la llegada a Popayán de un primer grupo de cinco monjas carmelitas descalzas procedentes de Santafé de Bogotá que fueron acogidas por la marquesa de San Miguel de la Vega, doña Dionisia Pérez Manrique y Camberos quien las alojó provisionalmente en su casa ubicada en la esquina sureste del Parque Caldas (Antigua Plaza de Armas) conocida hoy como ''Los Portales'' (Hoy sedes del Banco de Occidente y de Bancolombia) que además beneficio enormemente la misión carmelita en Popayán,entrando las religiosas en clausura en aquella casona el 14 de octubre de 1729, mientras tanto las obras tanto de la iglesia como del claustro iniciaron en 1730 a cargo del maestro santafereño Gregorio Causi
En sus inicios fue conocido como Instituto Reformado de Santa Teresa administrado por las monjas, la construcción inició hacia 1730 a cargo del maestro Gregorio Causi que hizo también su iglesia conventual, pero estas obras pararon fugazmente debido al revés que supuso el Terremoto de 1736, el cual averió el monasterio destruyendo parte de su techumbre y de los muros de tapial, al ser terminado el claustro contaba con sus celdas, su pesebrera, el depósito, el comedor de las religiosas y por supuesto su gran huerta que se ubicaba en la parte norte del edificio sobre la calle de La Pamba, actualmente donde está el Palacio Nacional.
La noche del lunes 29 de enero de 1770, aconteció un hecho que no solo estremeció a la ciudad de Popayán sino que toda la provincia y el reino, que fue el crimen pasional que ocurrió en la casa ubicada diagonal al antiguo huerto del convento (Actual sede del Acueducto y Alcantarillado de la Ciudad) y tuvo como protagonistas al matrimonio Bustamante-Mosquera (conformado por doña Dionisia de Mosquera Bonilla y don Pedro López Crespo de Bustamante), todo aconteció cuando don Pedro Crespo quien regresaba de un largo viaje que había realizado a las Antillas para promocionar y surtirse de productos para su tienda que tenía en su casa de Popayán.

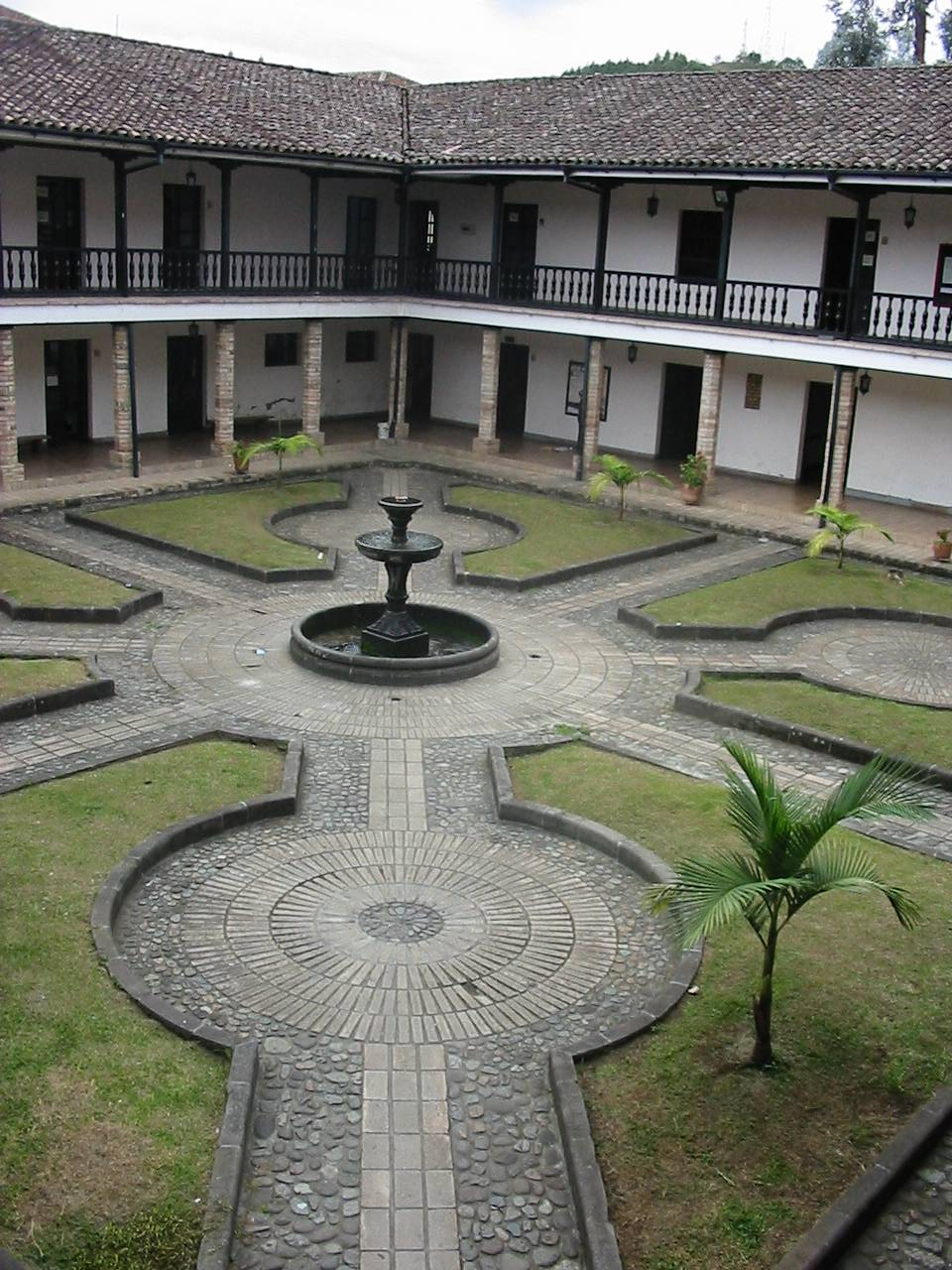
Patio central del exconvento

Se cuenta que don Pedro al ingresar por el costado oriental de la casa, su esposa Dionisia salió a recibirlo a pesar de hallarse ''enferma'' según ella, cuando de repente el esclavo Francisco Ficher le asestó un golpe en la cabeza dejándolo inconsciente, por lo que el esclavo Pedro Fernandez de Borja procedió a cortarle la respiración y asfixiarlo con una ruana para que Joaquim Perdomo, quien era mayordomo de la hacienda ''La Herradura'' le diera una puñalada, para que después con un cuerno de toro afilado a propósito rematan a Bustamante. Para aparentar un supuesto ataque animal a don Pedro, el cuerpo fue abandonado en la esquina de la calle de La Pamba, aunque después de una ardua investigación ordenada por la Real Audiencia de Quito y comandada por Joseph Ignacio Ortega, se descubrieron a los culpables y las motivaciones las cual era un amorío secreto entre doña Dionisia y don Pedro Hermenegildo García de Lemos y el embarazo fruto de esta relación.
Al ser descubiertos, Pedro huyó hacia sus terrenos en el Patía, mientras que Dionisia fue acogida por las hermanas carmelitas, entrando por el huerto y permaneciendo en asilo hasta que puedo huir a Almaguer, la hija ilegítima que concibió fue Ana María García de Lemos Mosquera quien tiempo después sería la madre del general José María Obando.

### SigloXIX
Este convento fue propiedad de la Orden Carmelita hasta 1863 cuando fueron expulsadas de la ciudad por orden del presidente Tomás Cipriano de Mosquera con medio de la Ley del 23 de abril de 1863 de Desamortización de Bienes de Manos Muertas.Teniendo que huir las monjas hacia Ecuador donde se establecieron en Ibarra en el año de 1876, construyéndose un nuevo monasterio e iglesia a imagen y semejanza del de Popayán, que aún existe y puede denominarse como su heredero y continuador.  Sobre la puerta central de aquel convento (Ubicado en la parroquia El Sagrario enmarcado entre las calles de Juan de Velasco y Cristóbal Colón con Juan Montalvo y Juan de Salinas) se puso una placa con su historia:
| Inscripción original en Español Antiguo                                                               | Traducción en Español Actual                                                                                                 |
| --- | --- |
| SECONCLUYOESTEMO NASTERIOELAÑODE1876, YLAYGLESIAELDE1877BA JOLADIRECCIONDELSaCA NONIGODMARIANO ACOSTA | Se concluyó este monasterio el año de 1876, y la iglesia en el 1877, bajo la dirección del Señor Canónigo Don Mariano Acosta |

Además el gobierno de Mosquera confiscó el monasterio convirtiéndolo en bien del estado, no fue sino hasta 1870 cuando se establece en una parte del convento un colegio para hombres y en otra parte para mujeres por separado.
Sin embargo, esta sección femenina del colegio fue cedida en contrato a la Orden Marista en 1889, por lo que esto provocó que la institución sea destinada solo para varones denominada como ''Escuela del Carmen'' (germen del posterior Colegio Champagnat).

### SigloXXhasta la actualidad
El colegio para varones de la familia Marista continuó funcionando hasta que en el año de 1936 se dio por expirado el convenio, por lo que fueron desalojados y en su lugar se instaló una estación de la Policía Nacional de Colombia.
Esto fue así hasta el año 1952 cuando mediante común acuerdo con el gobierno según Decreto N°102 de abril de 1951, el convento se hace un bachillerato para damas a cargo de las Monjas Franciscanas de María Inmaculada que perduró hasta 1983 debido al sismo que sacudió la ciudad que daño seriamente las estructuras del edificio, por lo que las hermanas se trasladaron al norte de la ciudad en el sector de La Estancia donde hoy en día se halla la Institución Educativa de Nuestra Señora del Carmen, mientras que el maltrecho claustro fue entregado para su restauración entre 1986 y 1988 a la Oficina de Reconstrucción de la Universidad del Cauca que la convirtió en su Facultad de Ciencias Humanas y Sociales siéndolo hasta la actualidad.

## Características arquitectónicas
Es de resaltar los bellos balcones que dan hacia la Carrera 4 y la Calle 4 que tiene marco de ladrillo en forma de arco de medio punto con baranda del mismo material, estos rasgos aunado con muchos más elementos del interior, hacen suponer que hubo bastante influencia neoclásica en el diseño del conjunto del Carmen, lo que lo convierten en una joya de la arquitectura colonial de mitad del siglo XVIII.